# Maffrécourt

Maffrécourt este o comună în departamentul Marne, Franța. În 2009 avea o populație de 60 de locuitori.